# Legislatura Arizony
Legislatura Arizony (Arizona Legislature) – bikameralny parlament amerykańskiego stanu Arizona. Składa się z Izby Reprezentantów oraz Senatu.
Arizona podzielona jest na 30 okręgów wyborczych. W każdym z nich wybiera się jednego senatora i dwóch członków Izby. Tym samym Senat liczy 30, a Izba 60 osób. Kadencja obu izb trwa dwa lata. W żadnej z nich nie można zasiadać dłużej niż przez cztery kadencje z rzędu (ale opuszczenie jednej powoduje, że odzyskuje się prawo do kandydowanie na kolejne cztery).
Miejscem spotkań obu izb jest Kapitol Stanowy Arizony w Phoenix, przy czym należy go rozumieć jako kompleks budynków, a nie pojedynczy gmach. Pierwotny budynek Kapitolu służył parlamentowi do 1960, po czym każda z izb otrzymała własną siedzibę w jego bezpośrednim sąsiedztwie (stąd pojęcie Capitol Complex). Od 1981 stary budynek Kapitolu funkcjonuje jako muzeum.